# Економічні протести в секторі Газа 2019 року
Економічні протести в Газі 2019 року, названий як «Ми хочемо жити» протестами, розпочався в лютому, ініціювавши популярний заклик «Ми хочемо жити» групою політично незалежних медіа-активістів. Група отримала прізвисько рух 14 березня. Причина протестів високі витрати на проживання та підвищення податків у секторі Газа.
Протести були стрічені насильством з боку правлячого Хамасу, який відправляв сили безпеки для розгону протестуючих. Кілька правозахисних організацій та політичних фракцій викрили напади на протестувальників з боку силових структур Хамаса.
Протести були охарактеризовані як найжорсткіші антирежимні протести в Газі з моменту поглинання Хамасу в 2007 році.
Декілька високопосадовців партії ФАТХ, які проживали у Секторі Газа, були поміщені під домашній арешт. Десятки журналістів було попереджено про те, щоб їм заборонено повідомляти про протести без попереднього дозволу ХАМАС.